# Bakary Sangaré
Pour les articles homonymes, voir Sangaré.
Bakary Sangaré, né en 1960 à Bafina au Burkina Faso, est un acteur français, sociétaire de la Comédie-Française. Ancien élève de l’Institut national des arts de Bamako, puis de l'École nationale supérieure des arts et techniques du théâtre, Bakary Sangaré entre à la Comédie-Française le 1er septembre 2002. Il en devient le 523e sociétaire le 1er janvier 2013.

## Théâtre

### Comédie-Française
- Entrée à la Comédie-Française le 1er septembre 2002
- 2004 : Les Fables de La Fontaine, mise en scène Bob Wilson, Salle Richelieu
- 2007 : Le Retour au désert de Bernard-Marie Koltès, mise en scène Muriel Mayette, Salle Richelieu
- 2009 : La Dispute de Marivaux, mise en scène Muriel Mayette, Théâtre du Vieux-Colombier
- 2009 : Les Joyeuses Commères de Windsor de William Shakespeare, mise en scène Andrés Lima, Salle Richelieu
- 2010 : La Dispute de Marivaux, mise en scène Muriel Mayette, tournée en France
- 2011 : Un tramway nommé Désir de Tennessee Williams, mise en scène Lee Breuer, Salle Richelieu
- 2011 : Les Joyeuses Commères de Windsor de William Shakespeare, mise en scène Andrés Lima, Salle Richelieu
- 2013 : Rituel pour une métamorphose de Saad-Allah Wannous, mise en scène Sulayman Al-Bassam, Salle Richelieu, Abdo et le Gouverneur.
- 2014 : Un chapeau de paille d'Italie d'Eugène Labiche, mise en scène Giorgio Barberio Corsetti, dans le rôle de "Tardiveau", Salle Richelieu.
- 2016 : Roméo et Juliette de William Shakespeare, mise en scène Éric Ruf, dans le rôle de Frère Jean, Salle Richelieu
- 2017 : La Règle du jeu de Jean Renoir, mise en scène Christiane Jatahy, Salle Richelieu
- 2017 : La Résistible Ascension d'Arturo Ui de Bertolt Brecht, mise en scène Katharina Thalbach, Salle Richelieu
- 2017 : L'Hôtel du libre échange de Georges Feydeau, mise en scène Isabelle Nanty, Salle Richelieu
- 2017 : Les Fourberies de Scapin de Molière, mise en scène Denis Podalydès, Salle Richelieu
- 2019 : La Vie de Galilée de Bertolt Brecht, mise en scène Éric Ruf, Salle Richelieu
- 2021 : Sans famille de Hector Malot, mise en scène Léna Bréban, Théâtre du Vieux-Colombier
- 2022 : Les Fourberies de Scapin de Molière, mise en scène Denis Podalydès, Salle Richelieu
- 2023 : Médée d'Euripide, mise en scène Lisaboa Houbrechts, Salle Richelieu
- 2025 : L'Intruse et les aveugles de Maurice Maeterlinck, mise en scène Tommy Milliot, Théâtre du Vieux-Colombier
- 2025 : Une mouette d'après Anton Tchekhov, mise en scène Elsa Granat, Salle Richelieu

### Hors Comédie-Française
- 1986 : La Fille des dieux d'Abdou Anta Ka, Festival d'Avignon
- 1986 : Imaitsoanala d'Andriamoratsiresy Volona, Festival d'Avignon
- 1986 : Mhoi-Ceul de Bernard Dadié, lecture Festival d'Avignon
- 1989 : Le Mahabharata de Peter Brook

Entre 1989 et 2000, Bakary Sangaré a joué dans Le Mahabharata, La Tempête, Wooza Albert, L'Homme qui ainsi que beaucoup d'autres pièces de Peter Brook au Théâtre des Bouffes du Nord. Il a également joué avec Gabriel Garran au théâtre Paris-Villette, et a traduit, adapté et mis en scène des monologues d'Aimé Césaire aux Bouffes du Nord.

## Filmographie
- 1995 : Zadoc et le bonheur de Pierre-Henry Salfati
- 2001 : Trouble Every Day de Claire Denis
- 2003 : Les sentiments de Noémie Lvovsky
- 2003 : Les Marins perdus de Claire Devers
- 2004 : Léo, en jouant « Dans la compagnie des hommes » d'Arnaud Desplechin
- 2007 : Faut que ça danse ! de Noémie Lvovsky
- 2011 : Robert Mitchum est mort d'Olivier Babinet et Fred Kihn
- 2011 : Un baiser papillon de Karine Silla-Pérez
- 2012 : After de Géraldine Maillet
- 2013 : Ça ne peut pas continuer comme ça de Dominique Cabrera (téléfilm)
- 2018 : L'Homme fidèle de Louis Garrel
- 2018 : Amanda de Mikhael Hers
- 2022 : Ma nuit d'Antoinette Boulat : Paulo, le colocataire

## Distinction
- Chevalier de la Légion d'honneur (2012)[2]